# Società Sportiva Lazio 1950-1951
Questa voce raccoglie le informazioni riguardanti la Società Sportiva Lazio nelle competizioni ufficiali della stagione 1950-1951.

## Stagione
La Lazio nel campionato di Serie A 1950-1951 si classificò al quarto posto con 46 punti. A causa della rinuncia delle squadre meglio classificate, la Lazio ottenne il diritto di partecipare alla Zentropa Cup, che concluse al quarto posto.

## Organigramma societario
Area direttiva
- Presidente: Remo Zenobi

Area tecnica
- Allenatore: Mario Sperone

## Rosa
| N. |                   | Ruolo | Calciatore            |
| -- | ----------------- | ----- | --------------------- |
|    | Italia (bandiera) | P     | Aldo De Fazio         |
|    | Italia (bandiera) | P     | Ilvio Landucci        |
|    | Italia (bandiera) | P     | Lucidio Sentimenti IV |
|    | Italia (bandiera) | D     | Francesco Antonazzi   |
|    | Italia (bandiera) | D     | Mido Bimbi            |
|    | Italia (bandiera) | D     | Zeffiro Furiassi      |
|    | Italia (bandiera) | D     | Stefano Malacarne     |
|    | Italia (bandiera) | D     | Sergio Piacentini     |
|    | Italia (bandiera) | D     | Primo Sentimenti V    |
|    | Italia (bandiera) | C     | Romolo Alzani         |
|    | Italia (bandiera) | C     | Flavio Cecconi        |

| N. |                     | Ruolo | Calciatore              |
| -- | ------------------- | ----- | ----------------------- |
|    | Italia (bandiera)   | C     | Enrique Flamini ()      |
|    | Italia (bandiera)   | C     | Luigi Foligna           |
|    | Italia (bandiera)   | C     | Mario Magrini           |
|    | Italia (bandiera)   | C     | Serafino Montanari      |
|    | Italia (bandiera)   | C     | Vittorio Sentimenti III |
|    | Paraguay (bandiera) | A     | Dionisio Arce           |
|    | Romania (bandiera)  | A     | Norberto Höfling        |
|    | Turchia (bandiera)  | A     | Şükrü Gülesin           |
|    | Italia (bandiera)   | A     | Aldo Puccinelli         |
|    | Paraguay (bandiera) | A     | Leongino Unzain         |

## Calciomercato
| Acquisti | Acquisti              | Acquisti          | Acquisti      |
| R.       | Nome                  | da                | Modalità      |
| -------- | --------------------- | ----------------- | ------------- |
| P        | Ilvio Landucci        | Pietrasanta       | fine prestito |
| P        | Zvonko Monsider       | Padova            | fine prestito |
| D        | Mido Bimbi            | Livorno           | definitivo    |
| D        | Stefano Malacarne     | Salernitana       | definitivo    |
| D        | Primo Sentimenti V    | Bari              | definitivo    |
| C        | Luigi Foligna         | Gianni Sport Roma | definitivo    |
| C        | Guido Tavellin        | Verona            | fine prestito |
| A        | Costantino De Andreis | Napoli            | fine prestito |
| A        | Şükrü Gülesin         | Beşiktaş          | definitivo    |
| A        | Şükrü Gülesin         | Palermo           | fine prestito |
| A        | Leongino Unzain       | Olimpia           | definitivo    |

| Cessioni | Cessioni              | Cessioni          | Cessioni      |
| R.       | Nome                  | a                 | Modalità      |
| -------- | --------------------- | ----------------- | ------------- |
| P        | Giorgio Fioravanti    | Venezia           | fine prestito |
| P        | Zvonko Monsider       | Hungaria FbC Roma | definitivo    |
| D        | Leandro Remondini     | Napoli            | definitivo    |
| D        | Renato Spurio         | Anconitana        | prestito      |
| C        | Sergio Del Pinto      | Gimnàstic         | definitivo    |
| C        | Ernesto Sandroni      | Venezia           | fine prestito |
| C        | Guido Tavellin        | Anconitana        | definitivo    |
| A        | Costantino De Andreis | Salernitana       | definitivo    |
| A        | Ferenc Nyers II       | Hungaria FbC Roma | definitivo    |
| A        | Romano Penzo          | Fiorentina        | definitivo    |
| A        | Şükrü Gülesin         | Palermo           | prestito      |
| A        | Guglielmo Trevisan    | Triestina         | fine prestito |

## Risultati

### Serie A

#### Girone di andata
| Arbitro: | Galeati (Bologna) |

|                                        |           |                              |
| Puccinelli 72’, 87’ Sentimenti III 81’ | Marcatori | 14’ Nyers I 28’, 43’ Lorenzi |

| Arbitro: | Cicardi (Lecco) |

|                                |           |  |
| Curti 23’ (rig.) Martegani 63’ | Marcatori |  |

| Arbitro: | Rigato (Mestre) |

|                                                 |           |                            |
| Sentimenti III 12’ Cecconi 40’, 69’ Höfling 59’ | Marcatori | 13’ Antoniotti 66’ Rebuzzi |

| Arbitro: | Longagnani (Modena) |

|  |           |             |
|  | Marcatori | 69’ Höfling |

| Arbitro: | Corallo (Lecce) |

|                                     |           |                              |
| Cecconi 14’ Flamini 39’ Höfling 51’ | Marcatori | 12’ Rinaldi 45’ Perissinotto |

| Arbitro: | Galeati (Bologna) |

|  |           |             |
|  | Marcatori | 74’ Flamini |

| Arbitro: | Massai (Pisa) |

|                     |           |                              |
| Unzain 17’ Arce 48’ | Marcatori | 55’ Gei 78’ (aut.) Antonazzi |

| Arbitro: | Bertolio (Torino) |

|                |           |             |
| Mike Mayer 42’ | Marcatori | 77’ Cecconi |

| Arbitro: | Liverani (Torino) |

|                            |           |           |
| Puccinelli 66’ Höfling 75’ | Marcatori | 79’ Janda |

| Arbitro: | Bernardi (Savona) |

|              |           |  |
| Sørensen 78’ | Marcatori |  |

| Arbitro: | Massai (Pisa) |

|                                  |           |                            |
| Piola 20’, 67’, 81’ Alberico 55’ | Marcatori | 43’ Höfling 90’ Puccinelli |

| Arbitro: | Marchese (Frattamaggiore) |

|                  |           |  |
| Flamini 48’, 67’ | Marcatori |  |

| Arbitro: | Camiolo (Milano) |

|                       |           |                  |
| Şükrü 23’ Di Maso 63’ | Marcatori | 81’ Sentimenti V |

| Arbitro: | Pieri (Trieste) |

|                                               |           |               |
| Todeschini 19’ (aut.) Arce 42’ Puccinelli 87’ | Marcatori | 67’ Bacchetti |

| Arbitro: | Longagnani (Modena) |

|                                           |           |              |
| Cattani 10’ (aut.) Alzani 18’ Flamini 38’ | Marcatori | 52’ Mellberg |

| Arbitro: | Agnolin (Bassano del Grappa) |

|                         |           |          |
| Turconi 16’ Ghiandi 30’ | Marcatori | 51’ Arce |

| Arbitro: | Bellè (Venezia) |

|                |           |             |
| Muccinelli 71’ | Marcatori | 10’ Cecconi |

| Arbitro: | Galeati (Bologna) |

|                         |           |                           |
| Sentimenti V 11’ (rig.) | Marcatori | 18’ (aut.) Sentimenti III |

| Arbitro: | Liverani (Torino) |

|          |           |  |
| Arce 27’ | Marcatori |  |

#### Girone di ritorno
| Milano 21 gennaio 1951 20ª giornata | Inter          | 0 – 0 referto | Lazio | Stadio San Siro\| Arbitro: \| Gamba (Napoli) \| |
| Arbitro:                            | Gamba (Napoli) |               |       |                                                 |

| Arbitro: | Savio (Torino) |

|                                             |           |  |
| Puccinelli 23’, 24’ Cecconi 54’ Höfling 56’ | Marcatori |  |

| Arbitro: | Galeati (Bologna) |

|              |           |  |
| Barsanti 21’ | Marcatori |  |

| Arbitro: | Agnolin (Bassano del Grappa) |

|                                               |           |  |
| Puccinelli 16’ Sentimenti III 44’ Flamini 56’ | Marcatori |  |

| Arbitro: | Valsecchi (Milano) |

|                          |           |                                   |
| Forlani 53’ Acconcia 73’ | Marcatori | 6’ Höfling 8’ Magrini 25’ Cecconi |

| Arbitro: | Silvano (Torino) |

|                               |           |           |
| Sentimenti III 2’ Cecconi 33’ | Marcatori | 57’ Bacci |

| Arbitro: | Agnolin (Bassano del Grappa) |

|             |           |          |
| Bergamo 82’ | Marcatori | 19’ Arce |

| Arbitro: | Bellè (Venezia) |

|                         |           |  |
| Cecconi 72’ Höfling 81’ | Marcatori |  |

| Arbitro: | Camiolo (Milano) |

|                |           |  |
| Roosenburg 19’ | Marcatori |  |

| Arbitro: | Silvano (Torino) |

|                                                           |           |  |
| Sentimenti V 10’, 76’ Magrini 28’ Puccinelli 48’ Arce 55’ | Marcatori |  |

| Roma 1º aprile 1951 30ª giornata | Lazio               | 0 – 0 referto | Novara | Stadio Nazionale\| Arbitro: \| Longagnani (Modena) \| |
| Arbitro:                         | Longagnani (Modena) |               |        |                                                       |

| Arbitro: | Silvano (Torino) |

|            |           |                                       |
| Ispiro 71’ | Marcatori | 25’ Flamini 52’ Arce 67’ Sentimenti V |

| Arbitro: | Carpani (Milano) |

|                                          |           |                                             |
| Flamini 28’ Höfling 44’ Sentimenti V 85’ | Marcatori | 15’ Alfier 72’ (aut.) Antonazzi 76’ Di Maso |

| Napoli 29 aprile 1951 33ª giornata | Napoli             | 0 – 0 referto | Lazio | Stadio della Liberazione\| Arbitro: \| Valsecchi (Milano) \| |
| Arbitro:                           | Valsecchi (Milano) |               |       |                                                              |

| Arbitro: | Galeati (Bologna) |

|                               |           |  |
| Baldini 22’ Mellberg 23’, 59’ | Marcatori |  |

| Arbitro: | Agnolin (Bassano del Grappa) |

|                         |           |  |
| Magrini 31’ Flamini 56’ | Marcatori |  |

| Arbitro: | Bernardi (Savona) |

|  |           |                                  |
|  | Marcatori | 56’, 81’ K. Hansen 75’ Boniperti |

| Arbitro: | Agnolin (Bassano del Grappa) |

|             |           |                              |
| Nordahl 25’ | Marcatori | 13’ Flamini 39’ Sentimenti V |

| Arbitro: | Cicardi (Lecco) |

|                                                                                  |           |                  |
| Antonazzi 2’ (aut.) Cervellati 6’, 65’ (rig.) Filiput 27’, 38’, 87’ Cappello 60’ | Marcatori | 36’, 75’ Höfling |

### Zentropa Cup
| Arbitro: | Matancić |

|                                                   |           |  |
| Probst 15’ Körner 43’ Probst 51’, 62’ Hanappi 71’ | Marcatori |  |

| Arbitro: | Benek |

|                           |           |  |
| Čajkovski 19’ Dvornić 86’ | Marcatori |  |

## Statistiche

### Statistiche di squadra
| Competizione       | Punti | In casa | In casa | In casa | In casa | In casa | In casa | In trasferta | In trasferta | In trasferta | In trasferta | In trasferta | In trasferta | Totale | Totale | Totale | Totale | Totale | Totale | DR  |
| Competizione       | Punti | G       | V       | N       | P       | Gf      | Gs      | G            | V            | N            | P            | Gf           | Gs           | G      | V      | N      | P      | Gf     | Gs     | DR  |
| ------------------ | ----- | ------- | ------- | ------- | ------- | ------- | ------- | ------------ | ------------ | ------------ | ------------ | ------------ | ------------ | ------ | ------ | ------ | ------ | ------ | ------ | --- |
| Serie A            | 46    | 19      | 13      | 5       | 1       | 45      | 20      | 19           | 5            | 5            | 9            | 19           | 30           | 38     | 18     | 10     | 10     | 64     | 50     | +14 |
| Zentropa Cup       |       | 0       | 0       | 0       | 0       | 0       | 0       | 2            | 0            | 0            | 2            | 0            | 7            | 2      | 0      | 0      | 2      | 0      | 7      | -7  |
| Campionato Riserve | 7     | 3       | 3       | 0       | 0       | 7       | 1       | 3            | 0            | 1            | 2            | 3            | 5            | 6      | 3      | 1      | 2      | 10     | 6      | +4  |
| Totale             |       | 22      | 16      | 5       | 1       | 52      | 21      | 24           | 5            | 6            | 13           | 22           | 42           | 46     | 21     | 11     | 14     | 74     | 63     | +11 |

### Statistiche dei giocatori
Nel conteggio delle reti realizzate si aggiungano due autoreti a favore in serie A e due reti assegnate a tavolino nel Campionato Riserve.
| Giocatore         | Serie A  | Serie A | Zentropa Cup | Zentropa Cup | Campionato Riserve | Campionato Riserve | Totale   | Totale |
| Giocatore         | Presenze | Reti    | Presenze     | Reti         | Presenze           | Reti               | Presenze | Reti   |
| ----------------- | -------- | ------- | ------------ | ------------ | ------------------ | ------------------ | -------- | ------ |
| R. Alzani         | 36       | 1       | 2            | 0            | -                  | -                  | 38       | 1      |
| F. Antonazzi      | 31       | 0       | 2            | 0            | -                  | -                  | 33       | 0      |
| D. Arce           | 21       | 7       | -            | -            | -                  | -                  | 21       | 7      |
| M. Bimbi          | 5        | 0       | 1            | 0            | 4                  | 0                  | 10       | 0      |
| L. Brunori        | -        | -       | -            | -            | 4                  | 0                  | 4        | 0      |
| F. Cecconi        | 24       | 9       | 1            | 0            | -                  | -                  | 25       | 9      |
| A. Coletta        | -        | -       | -            | -            | 5                  | 2                  | 5        | 2      |
| A. Collu          | -        | -       | -            | -            | 2                  | 0                  | 2        | 0      |
| A. De Fazio       | -        | -       | -            | -            | 5                  | -6                 | 5        | -6     |
| E. Flamini        | 33       | 10      | 2            | 0            | -                  | -                  | 35       | 10     |
| L. Foligna        | 1        | 0       | -            | -            | 1                  | 0                  | 2        | 0      |
| Z. Furiassi       | 30       | 0       | 2            | 0            | -                  | -                  | 32       | 0      |
| U. Galetti        | -        | -       | -            | -            | 5                  | 0                  | 5        | 0      |
| S. Gülesin        | -        | -       | 2            | 0            | -                  | -                  | 2        | 0      |
| N. Höfling        | 33       | 11      | -            | -            | -                  | -                  | 33       | 11     |
| I. Landucci       | -        | -       | -            | -            | -                  | -                  | -        | -      |
| M. Magrini        | 20       | 3       | 2            | 0            | 2                  | 1                  | 24       | 4      |
| S. Malacarne      | 30       | 0       | 2            | 0            | -                  | -                  | 32       | 0      |
| E. Medici         | -        | -       | -            | -            | 5                  | 0                  | 5        | 0      |
| S. Montanari      | 10       | 0       | -            | -            | 2                  | 0                  | 12       | 0      |
| F. Nicoletti      | -        | -       | -            | -            | 4                  | 4                  | 4        | 4      |
| A. Palestini      | -        | -       | -            | -            | 5                  | 1                  | 5        | 1      |
| R. Palombini      | -        | -       | -            | -            | 3                  | 0                  | 3        | 0      |
| S. Passerini      | -        | -       | -            | -            | 1                  | 0                  | 1        | 0      |
| S. Piacentini     | -        | -       | -            | -            | 5                  | 0                  | 5        | 0      |
| A. Puccinelli     | 38       | 9       | 2            | 0            | -                  | -                  | 40       | 9      |
| V. Sentimenti III | 28       | 4       | -            | -            | -                  | -                  | 28       | 4      |
| L. Sentimenti IV  | 38       | -50     | 2            | -7           | -                  | -                  | 40       | -57    |
| P. Sentimenti V   | 25       | 7       | 2            | 0            | -                  | -                  | 27       | 7      |
| T. Simonetti      | -        | -       | -            | -            | 1                  | 0                  | 1        | 0      |
| L. Unzain         | 15       | 1       | -            | -            | 1                  | 0                  | 16       | 1      |

## Riserve
La squadra riserve della Lazio ha disputato nella stagione 1949-50 il Campionato Riserve.

### Rosa
| N. |                   | Ruolo | Calciatore        |
| -- | ----------------- | ----- | ----------------- |
|    | Italia (bandiera) | P     | Aldo De Fazio     |
|    | Italia (bandiera) | D     | Mido Bimbi        |
|    | Italia (bandiera) | D     | Ermes Medici      |
|    | Italia (bandiera) | D     | Sergio Passerini  |
|    | Italia (bandiera) | D     | Sergio Piacentini |
|    | Italia (bandiera) | C     | Luciano Brunori   |
|    | Italia (bandiera) | C     | Alfiero Coletta   |
|    | Italia (bandiera) | C     | Antonio Collu     |
|    | Italia (bandiera) | C     | Luigi Foligna     |

| N. |                     | Ruolo | Calciatore         |
| -- | ------------------- | ----- | ------------------ |
|    | Italia (bandiera)   | C     | Umberto Galetti    |
|    | Italia (bandiera)   | C     | Mario Magrini      |
|    | Italia (bandiera)   | C     | Serafino Montanari |
|    | Italia (bandiera)   | C     | Antonio Palestini  |
|    | Italia (bandiera)   | C     | Renato Palombini   |
|    | Italia (bandiera)   | A     | Filippo Nicoletti  |
|    | Italia (bandiera)   | A     | Tullio Simonetti   |
|    | Paraguay (bandiera) | A     | Leongino Unzain    |